# Varissuo-Lauste
Varissuo-Lauste est un district de Turku en Finlande. 

## Quartiers de Varissuo-Lauste
Le district est composée de 5 quartiers.
- 47.Varissuo,
- 48.Pääskyvuori,
- 49.Vaala,
- 50.Lauste,
- 51.Huhkola

## Galerie

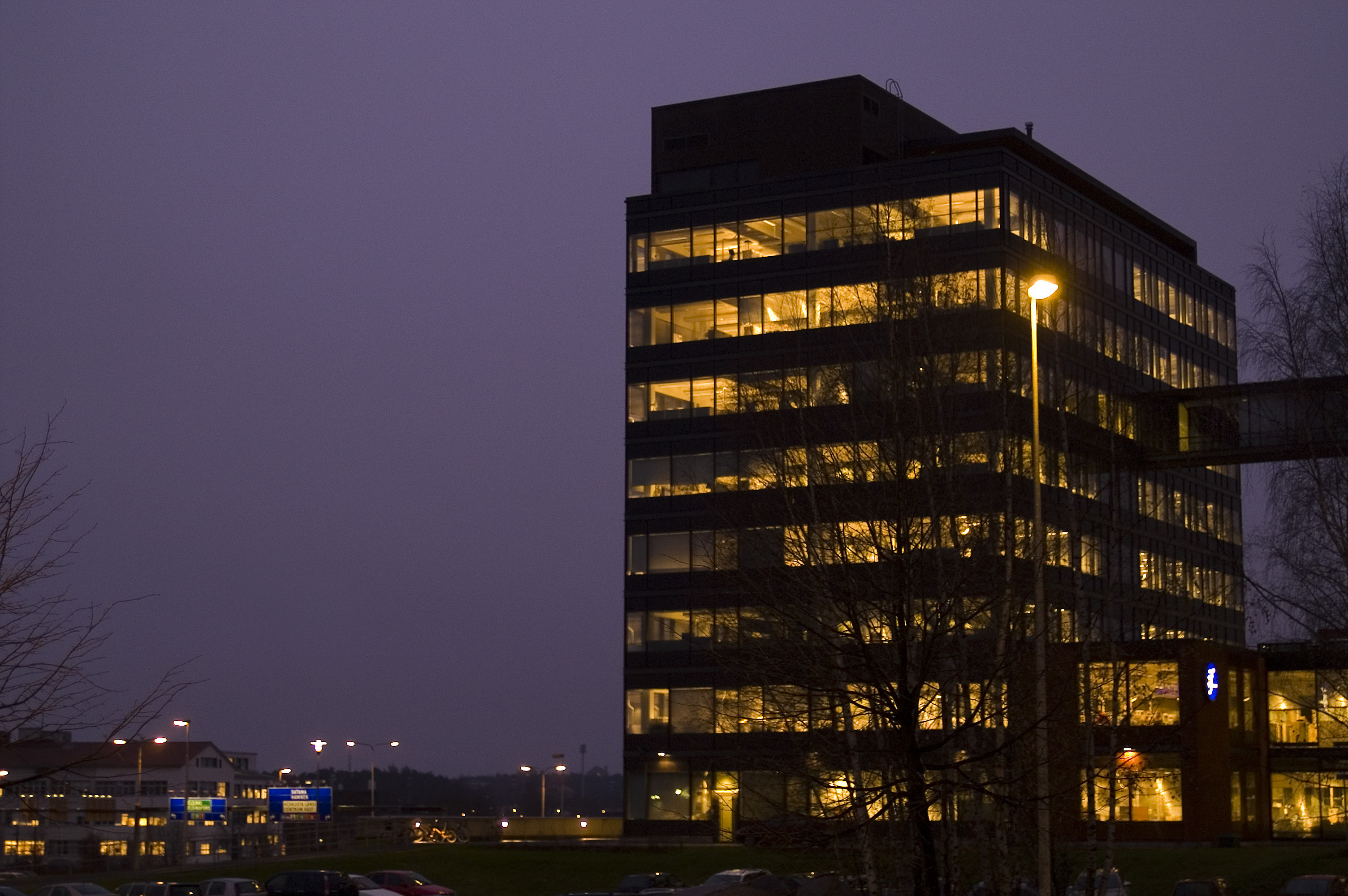
Société If.
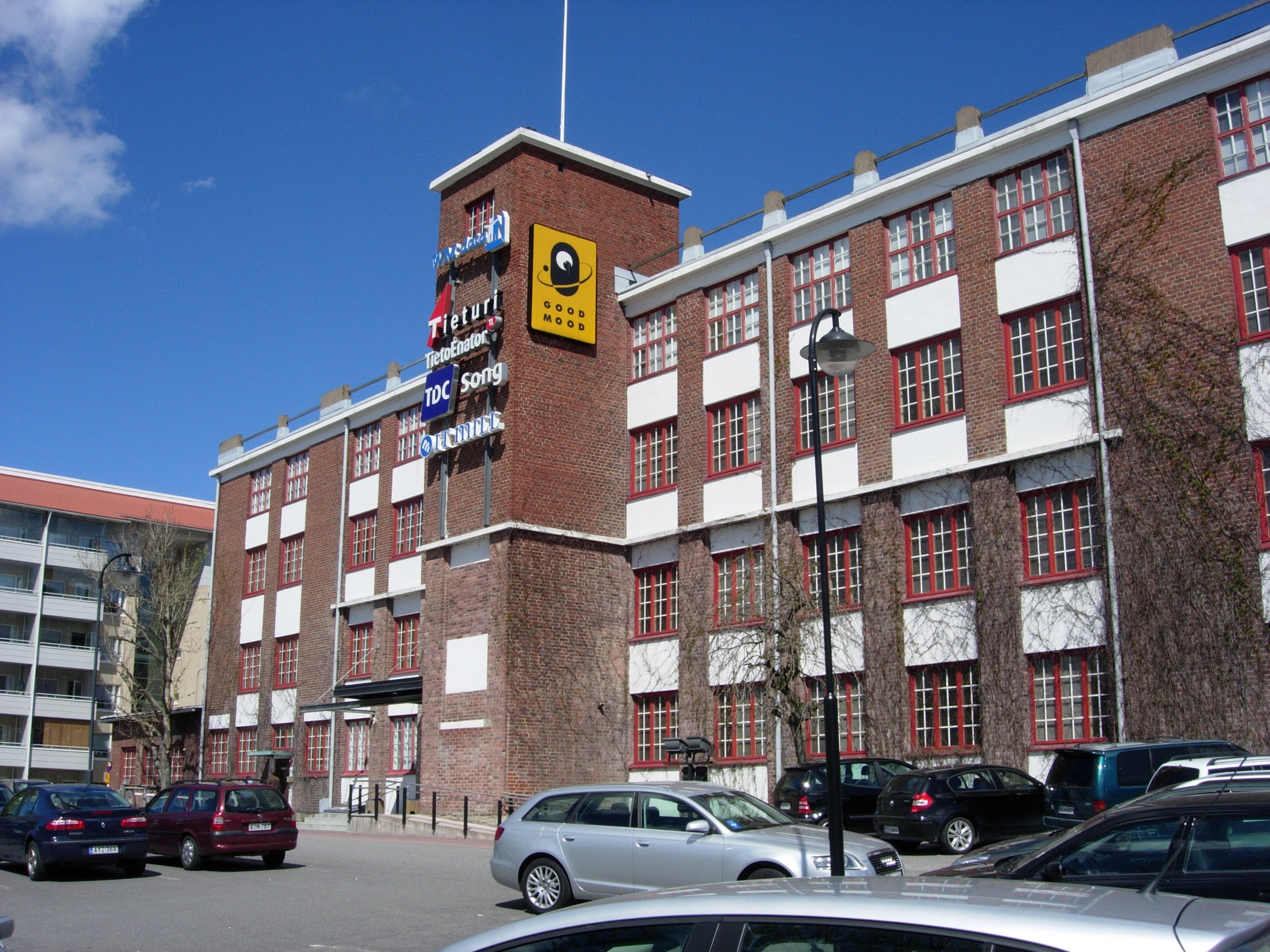
Ancienne fabrique de porcelaine.